# موگی (داغستان)
موگی (به لاتین: Mugi) یک منطقهٔ مسکونی در روسیه است که در شهرستان آگولسکی واقع شده‌است.